# Борисов, Николай Николаевич
Николай Николаевич Борисов (1922—1975) — советский военный деятель и инженер, специалист в области испытания ракетно-космической техники, полковник-инженер (1962), кандидат технических наук (1971). Лауреат Государственной премии СССР (1975; посмертно).

## Биография
Родился 19 декабря 1922 года в деревне Карпаты, Вешкаймского района
Ульяновской области в крестьянской семье.
С 1940 года после окончания Могилёвского миномётного училища призван в ряды РККА и направлен в действующую армию, служил в артиллерийских частях на офицерских должностях. С 1942 по 1945 год участник Великой Отечественной войны в составе 4-го дивизиона 32-й гвардейской краснознамённой миномётной бригады в должностях командира миномётной роты и командира миномётной батареи, воевал в составе Донского, Юго-Западного и 1-го Украинского фронтов.  
С 1945 по 1953 год служил на командных должностях в артиллерийских частях в составе Туркестанского военного округа. С 1953 по 1957 год обучался в Военно-инженерной академия связи имени С. М. Будённого. С 1957 по 1963 год на службе и научно-исследовательской работе в Научно-исследовательском испытательном полигоне № 5 Министерства обороны СССР (космодром Байконур) в должностях: с 1957 по 1959 год — начальник инженерно-испытательной группы 32-й отдельной инженерно-испытательной части, с 1959 по 1963 год — заместитель начальника 42-й отдельной научно-испытательной службы по опытно-испытательным работам. В 1962 году Приказом Министра обороны СССР Н. Н. Борисову было присвоено воинское звание полковник-инженер. 
С 1963 по 1975 год на научно-исследовательской работе в Научно-исследовательском испытательном полигоне № 53 Министерства обороны СССР (космодром Плесецк) в должностях: руководитель управления и с одновременно с 1964 года — заместитель начальника НИИП-53 МО СССР по измерениям. В 1971 году ВАК СССР по соисканию работ без защиты диссертации ему была присвоена учёная степени кандидат технических наук. В 1975 году Постановлением ЦК КПСС и СМ СССР «За разработку, освоение в серийном производстве и широкое внедрение в практику комплекса средств "Лотос" для автоматической обработки, передачи и отображения телеметрической информации» Н. Н. Борисову «посмертно» была присуждена Государственная премия СССР.
Скончался 5 мая 1975 года в городе Королёве, Московской области, похоронен 
на Болшевском кладбище.

## Награды
- Два Ордена Красного Знамени (28.05.1945, 31.05. 1945)[3][4]
- Орден Отечественной войны 1-й степени (12.01.1945)[5]
- Орден Трудового Красного Знамени
- три ордена Красной Звезды (в том числе 1944 и 1956)
- Медаль «За боевые заслуги» (19.11.1951)
- Медаль «За оборону Ленинграда» (22.12.1942)
- Медаль «За победу над Германией в Великой Отечественной войне 1941—1945 гг.» (09.05.1945)
- Государственная премия СССР (1971, посмертно — «За разработку, освоение в серийном производстве и широкое внедрение в практику комплекса средств "Лотос" для автоматической обработки, передачи и отображения телеметрической информации»)[1][2]